# Blas Causera Carrión

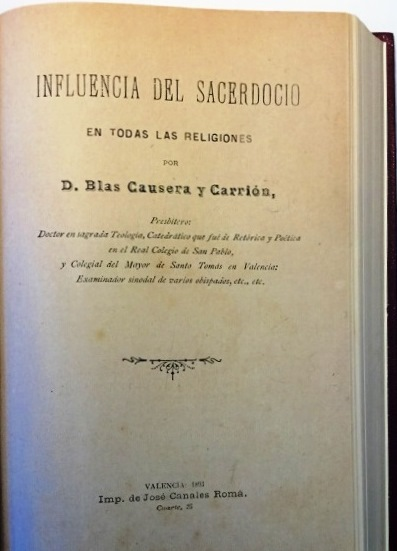

Blas Causera Carrión (Gestalgar 1840 - Valencia? 1906) fue un latinista y teólogo valenciano. Hijo de campesinos, fue ordenado presbítero en 1864. Más tarde se doctoró en teología y ejerció como cura párroco de Bicorp y Quesa. Obtuvo una cátedra de retórica poética en el Colegio de San Pablo de Valencia y logró la distinción de "socio de mérito" del Ateneo Científico y Literario. Dotado de una extraordinaria vocación didáctica, escribió libros destinados sobre todo a la formación de sacerdotes, y llegó a ser examinador de la Sede de Valencia. 

## Obras
- Tratado completo de Oraciones Latinas (la segunda edición es de 1873)
- Historia Eclesiástica Universal (1875)
- Gramática Hispano-Latina teórico-práctica (1875)
- Glorias del clero (1881)
- Historia eclesiástica elemental dividida en dos tomos ó cursos escolares (1886)
- Influencia del sacerdocio en todas las religiones (1893)
- Diccionario español-latino: gramaticalmente analítico (1900)